# Todi
Todi je mesto in občina z 17.022 prebivalci (na dan 31. decembra 2012) v italijanski pokrajini Perugia, deželi Umbrija v Italiji in se nahaja na hribu visoko nad dolino reke Tibere. Ima obliko trikotnika. Obzidje je delno etruščansko, delno rimsko, delno srednjeveško.
Staro umbrijsko ime je bilo Tutere.

## Zgodovina
Todi so ustanovila starodavna italska plemena Umbri v 8. do 7. stoletju pred našim štetjem in ga imenovala Tutere. Ime pomeni »mejo«, saj mesto leži na meji etruščanskih gospostev. Rimljani so ga osvojili leta 217 pred našim štetjem. Rimski konzul Silius Italicus (ca. 28 – ca. 103) je zapisal, da je imel dvojno linijo obrambnih zidov, ki so ustavili Hannibala po njegovi zmagi na Trasimenu.
Krščanstvo se je v Todi razširilo zelo zgodaj, za kar je zaslužen sveti Terentianus, ki je bil škof v Todiju in ubit v času cesarja Hadrijana. Škof, sveti Fortunat, je postal zavetnik mesta zaradi njegove junaške obrambe v času obleganja Ostrogotov (535–554). V času vladavine Lombardov, je bil Todi del vojvodine Spoleto.
Po 12. stoletju se je mesto začelo ponovno razširili. Vladali so najprej konzuli, nato načelniki in kapitani, od katerih so nekateri dosegli veliko slavo. Leta 1244 so bile zgrajene nove stavbe za stanovanja in predvsem nove obrtnike. Leta 1290 je imelo mesto 40.000 prebivalcev. Avtonomija je bila izgubljena v letu 1367, ko je mesto pripadlo papeški državi. Mestu so vladale različne družine (Tomacelli, Malatesta, Braccio da Montone, Francesco Sforza in drugi). Število prebivalcev se je prepolovilo, venda je Todi kratko obdobje razkošno živel pod škofom Angelo Cesijem, ki je obnovil več zgradb ali dodal nove, kot na primer Cesijev vodnjak, ki še vedno nosi njegovo ime.
V juliju 1849 je Todi zavzel Giuseppe Garibaldi, ki je bil na begu po neuspelem poskusu ustanoviti demokratično Rimsko republiko.
Todi je rojstna hiša pesnika, frančiškana, Jacopone da Todi, ki je pokopan v posebni kripti v cerkvi S. Fortunato.

## Glavne znamenitosti
Skoraj vsi glavni spomeniki v Todiju so srednjeveški: katedrala (Duomo), Palazzo del Capitano, Palazzo del Priore in Palazzo del Popolo. Celotno mesto je umeščeno nad nekaterimi velikimi rimskimi cisternami, z več kot 500 jamami, ki so bile v uporabi do leta 1925.

### Stolnica
Stolnica (11. stoletje) je gotska stavba, postavljena nad starodavno rimsko stavbo, verjetno templjem, posvečenem Apolonu (tukaj so našli antični bronasti kip Marsa, ki je zdaj v Vatikanskem muzeju). Sedanja cerkev je bila skoraj v celoti obnovljena po požaru leta 1190. Glavna značilnost je oglata fasada z velikim oknom v obliki rozete, dodane leta 1513. Iz istega obdobja so lesena vrata na portalu, avtor Antonio Bencivenni Mercatello, od teh so le štiri zgornje plošče prvotne.
Cerkev ima obliko latinskega križa, z glavno in dvema stranskima ladjama. Bonifacio VIII. naj bi imel poseben hodnik na eni strani, znan kot La navatina. Na fasadi je velika freska, ki ponazarja Poslednjo sodbo avtorja Ferraù Faenzoneja, ki se imenuje Il Faenzone, in je delo po naročilu kardinala Angela Cesija. V notranjosti je gotski oltar in veličasten lesen kor iz leta 1521 v dveh etažah. Pomembna umetnina je Križanje iz 13. stoletja, umbrijska šola.

### Palazzo del Popolo
Palazzo del Popolo (» Ljudska palača «) je Lombardska gotska zgradba iz leta 1213 in je ena najstarejših mestnih hiš v Italiji. Obsega dve veliki dvorani: Sala Grande Inferiore ali Sala delle Pietre in Sala Grande Superiore, danes mestna Umetnostna galerija.

### Palazzo del Capitano
Gotska Palazzo del Capitano je bila zgrajena okoli leta 1293 in so jo poimenovali Nova mestna hiša, da se loči od prejšnje. Ima veličastne zunanje stopnice. Počiva na mogočnih arkadah. V 1. nadstropju so tri elegantna tridelna okna. Ima dve etaži: v prvi domuje sodišče (trenutno sedež občinskega sveta), z uradi. Nekatere sobe imajo freske o zgodovini mesta in portrete njegovih najbolj slavnih mož.

### Palazzo dei Priori
Palazzo dei Priori se nahaja na južni strani trga, nasproti katedrale. Graditi so jo začeli leta 1293 in jo kasneje razširili za sedež župana in papeškega guvernerja. Trapezna stolp je bil prvotno nižji in je imel nadzidke. Na fasadi je velik bronast orel, delo Giovanni di Giliaccio (1347).

### Palazzo Vescovile
Nahaja se na levi strani katedrale in je škofijska palača zgrajena leta 1593. Zgradil jo je kardinal Angelo Cesi na lastne stroške. Njegov grb je viden preko velikega portala, pripisa avtorju Vignoli. V zgornjih nadstropjih so sobe poslikane z deli Ferraù Fenzonija in galerija poslikana z deli Andrea Polinorija iz leta 1629.

### Cerkev San Fortunato
Cerkev San Fortunato in redke ruševine srednjeveške trdnjave (Rocca) ležijo na drugi strani hriba, na katerem je zgrajeno mesto. San Fortunato je starokrščanski tempelj (7. stoletje), kjer sta skulpturi leva na vhodnem portalu. Leta 1292 so frančiškani začeli gradnjo nove gotske zgradbe dvoranske oblike. Gradnja je bila ustavljena v času kuge leta 1348. Spodnji del fasade je bil končan v drugi polovici 15. stoletja. Na glavnem portalu sta kipa angela in Marije (Oznanjenje) in Izakova daritev. Glavna in dve stranski ladji imajo vsaka svoj portal. Ti so obogateni z drobnimi okraski portretov svetnikov in prerokov ter viticami vinske trte in fig. Celotna apsida je zasedena z lesenim korom končanim leta 1590, avtorja Antonio Maffeija iz Gubbia. V četrti kapeli desno je freska iz leta 1432. V kripti so ostanki svetega Fortunata iz Todija in drugih svetnikov, kakor tudi grobnica pesnika Jacopone da Todija (1230-1307), pesnika Stabat Mater. Omembe vredno umetniško delo je Marija z detetom, avtor Masolino da Panicale.

### Cerkev Santa Maria della Consolazione
Cerkev Santa Maria della Consolazione, z renesančnimi kupolami (začetek leta 1508), se nahaja na boku mestnega hriba, zunaj obzidja, in jo pogosto neutemeljeno pripisujejo Bramanteju. Ima tloris grškega križa. Tri apside so mnogokotne in na severni strani polkrožne, podpirajo jih štirje ogromni stebri, ki tvorijo kvadrat. Cerkev je zgrajena iz apnenca iz Titignana v bližini Todija in iz bližnjih ruševin srednjeveške trdnjave. Arhitekti, ki so delali na tem so: Cola da Caprarola, Antonio da Sangallo ml., Baldassarre Peruzzi, Galeazzo Alessi, Michele Sanmicheli, Vignola in Ippolito Scalza. Skulpture je izdelal Antonio Rosignolo (1601-04). Cerkev je bila odprta šele leta 1607. Apsida ima teraso s 4 orli na vogalih, iz katere se dviga kupola. Glavni oltar  je iz zgodnjega 18. stoletja. V notranjosti oltarne niše je podoba čudežne Matere Božje. 12 niš v prvih treh apsidah ima velike kipe apostolov. Omeniti je treba tudi lesen kip papeža Martina I., po rodu iz območja Todi, izdelal ga je leta 1638 francoski kipar Carlo Laurenti.

### Obzidje
Todi je obdan s tremi bolj ali manj popolnimi koncentričnimi obzidji: najbolj oddaljeno je srednjeveško, srednji zid je rimski in najgloblji delno etruščanski. Znamenitosti so tudi ogromne rimske konstrukcije neznanega namena (Nicchioni), ruševine rimskega amfiteatra, okoli ducat manjših cerkva in nekaj renesančnih ali klasične palač, med katerimi je najbolj pomembna ena z Vignola. 
V okolici mesta so številni zgodovinski gradovi, utrdbe in starodavne cerkve, tudi znameniti grad Todi, ki je bil zaradi vojne poškodovan, zdaj pa obnovljen za družino Santoro in se uporablja kot letovišče za obiskovalce.